# Butterfly (Crazy Town)
Butterfly is een single van de Amerikaanse band Crazy Town uit 2000. In 2001 kwam een fysieke release van de single. Het stond al in 1999 als vijfde track op het album The Gift of Game.

## Achtergrond
Butterfly is geschreven door Anthony Kiedis, John Frusciante, Chad Smith, Flea, Bret Mazur en Seth Binzer en geproduceerd door Bret Mazur en Josh G. Abrahams. De eerste vier artiesten zijn leden van de Red Hot Chili Peppers. Deze staan gecrediteerd omdat het nummer het lied Pretty Little Ditty van die groep samplet. Het lied gaat over een vrouw, welke elke man wel aan zijn zijde zou willen hebben. Het lied was voor Crazy Town zijn eerste wereldwijde hit. In Zwitserland, Duitsland, Noorwegen, Verenigde Staten, Denemarken en Oostenrijk stond het bovenaan de hitlijsten. In Nederland stond het op de vijfde plaats in de Top 40 en op de achtste plaats in de Mega Top 100. In Vlaanderen was het te vinden op de vijfde positie en in Wallonië op de negende plek. Na het succes van Butterfly haalde de band geen ander succes meer, waarmee het kan worden gezien als een "one-hit wonder"'.